# Assemblée du Royaume d'Iran
L'Assemblée du Royaume d'Iran, ou Tondar, est un mouvement monarchiste iranien, interdit en Iran. Il a été fondé par Frood Fouladvand (en). Deux de ses membres, Arash Rahmanipour (en) et Mohammad-Reza Ali-Zamani (en), ont été exécutés le 28 janvier 2010 à la suite des manifestations post-électorales de 2009.
Ces condamnations ont suscité une vive réaction de la Conférence monarchiste internationale.
Le ministère iranien des renseignements, a annoncé, le samedi 1er août 2020 avoir placé en détention Jamshid Sharmahd, le chef du groupe Tondar accusé par la République islamique d'être à l'origine d'un attentat perpétré à Chiraz en 2008 et qui avait fait 14 morts. Jamshid Sharmahd, né à Téhéran en 1955, a grandi dans une famille irano-allemande avant d'aller vivre en 2003 aux États-Unis où il s'est illustré par ses déclarations hostiles à la République islamique et à l'islam sur des chaînes satellitaires en persan. Le groupe critique ouvertement le Coran et s'oppose au prince Réza Pahlavi, fils aîné du dernier Shah d'Iran, qui veut devenir roi.